# Kanonierki typu Maya
Kanonierki typu Maya 摩耶 (jap. Maya) – typ czterech wczesnych kanonierek parowych japońskiej marynarki wojennej, z końca XIX w. Okręty te służyły podczas wojen chińsko-japońskiej 1894-95 i rosyjsko-japońskiej 1904-05.
Okręty zamówiono w ramach programu budowy z 1882 roku i budowano w stoczniach japońskich. Były to pierwsze japońskie kanonierki, do których konstrukcji użyto żelaza. Okręty napędzały po dwie poziome, dwucylindrowe maszyny parowe podwójnego rozprężania o mocy 960 ihp (inne źródło: 700 hp); parę dostarczały dwa cylindryczne kotły, a 2 śruby nadawały prędkość 12 węzłów. Zapas węgla wynosił 60t; kanonierki miały też w pełne ożaglowanie typu szkuner. Dla rozróżnienia, "Maya" miała na burcie czarny pas, "Chōkai" – czerwony, "Atago" – żółty; "Akagi" też miał czarny pas, ale wyróżniał się podniesionym forkasztelem i sponsonami burtowymi; od 1894 posiadał też mars bojowy i bocianie gniazdo na masztach.
Pierwotne uzbrojenie miał składać się z jednej armaty Kruppa kal. 210 mm, o długości lufy 22 kalibry (L/22) i jednej armaty 120 mm, L/22, tej samej firmy, ale tylko "Atago" i "Chōkai" zostały tak wyposażone; okręty miały też tarany.
Zaletą kanonierek typu Maya było niewielkie zanurzenie, dzięki czemu mogły podchodzić blisko do brzegu – w czasie wojen chińsko-japońskiej i rosyjsko-japońskiej były wielokrotnie wykorzystywane do wsparcia wojsk lądowych.
W skład typu wchodziły cztery okręty:
- "Maya" – zwodowana w Kobe 18 czerwca 1886, o żelaznym kadłubie; w 1887 uzbrojona w dwa działa Kruppa kal. 150 mm L/25, dwa działa Nordenfeldta 57 mm i dwa karabiny maszynowe[3]; w 1906 przezbrojona w cztery armaty 120 mm[1]. Wycofana z linii w 1908, służyła jako okręt ochrony rybołówstwa do 1913, następnie złomowana[3];
- "Chōkai" – zbudowana w stoczni Ishikawajima(inne języki) w Tokio, zwodowana 20 września 1887[1], o żelaznym kadłubie[3]; w czasie wojny rosyjsko-japońskiej aktywnie wspierała wojska atakujące Port Artur. Wycofana z linii w 1908, służyła jako okręt ochrony rybołówstwa do 1914, następnie złomowana[3];
- "Atago" – zwodowana w czerwcu 1888 w stoczni Yokosuka, Tokio[1]; miała kadłub mieszany, żelazno-stalowy[1]. 6 listopada 1904 wpadła we mgle na skały koło Portu Artura i zatonęła[3];
- "Akagi" – zwodowana w Kobe w sierpniu 1888; uzbrojona w cztery armaty 120 mm i sześć działek Hotchkissa kal. 47 mm[3]. W czasie wojny chińsko-japońskiej uczestniczyła w bitwie pod Jalu, działaniom przeciw Lüshun i Weihaiwei; Wycofana z linii w 1912, przekształcona w statek handlowy, zatonęła w 1945 na skutek tajfunu i ponownie w 1946 na minie; złomowana w 1953[3].